# 墨湖港線
墨湖港線（ムコハンせん、朝: 묵호항선）は、大韓民国江原特別自治道東海市の東海駅と墨湖駅を結ぶ、韓国鉄道公社（KORAIL）の鉄道路線（貨物線）である。
嶺東線の支線であり、路線も嶺東線に並行している。

## 路線データ
- 路線距離:5.9km
- 軌間:1,435mm（標準軌）
- 駅数:3駅
- 地上区間:全線

## 歴史
- 1940年8月1日：三陟鉄道鉄岩線（現在の韓国鉄道公社嶺東線鉄岩 - 墨湖港間）の一部として開業。
- 1961年5月5日：東海北部線北坪 - 玉渓間の開業にあわせ、鉄岩線の東海 - 墨湖港間で旅客営業を取り止め。
- 1963年5月17日：鉄岩線鉄岩 - 北坪間が嶺東線へ統合され、残る北坪 - 墨湖港間が墨湖港線として分離。
- 1970年1月1日：墨湖港 - 墨湖間が開通。
- 1984年6月1日：北坪駅を東海駅へ改称。

## 駅一覧
- 全線江原特別自治道東海市内に所在。

| 駅名     | 駅名     | 駅間キロ (km) | 累計キロ (km) | 接続路線                             |
| 日本語   | ハングル | 駅間キロ (km) | 累計キロ (km) | 接続路線                             |
| -------- | -------- | ------------- | ------------- | ------------------------------------ |
| 東海駅   | 동해역   | 0.0           | 0.0           | 韓国鉄道公社：嶺東線・三陟線・北坪線 |
| 墨湖港駅 | 묵호항역 | 5.1           | 5.1           |                                      |
| 墨湖駅   | 묵호역   | 0.8           | 5.9           | 韓国鉄道公社：嶺東線                 |